# Зиновий (игумен Троице-Сергиевой лавры)
Зиновий — игумен Троице-Сергиева монастыря в 1436—144? гг.

## Биография
О детстве и мирской жизни отца Зиновия сведений практически не сохранилось, да и последующие биографические данные о нём очень скудны и отрывочны; согласно Русскому биографическому словарю Половцева, Зиновий пользовавался расположением великого князя Московского Василия II Тёмного, у которого последний в 1440 году крестил сына Тимофея — Иоанна (будущего Иоанна III), а в 1441 году — следующего сына Юрия (Георгия). 
Осенью 1441 года, когда двоюродный брат великого князя Димитрий Шемяка, соединившись с литовским выходцем князем Александром Чарторижским, внезапно подступил к Москве, с целью отнять у Василия Тёмного великокняжеский престол, игумен Зиновий явился посредником между враждовавшими братьями и силою своего духовного авторитета на время прекратил распрю, примирив Димитрия Шемяку с великим князем.

## В культуре
Является персонажем романа Николая Полевого «Клятва при гробе Господнем. Русская быль XV века» (1832). В этом романе описано, как игумен Зиновий предотвратил поход Дмитрия Шемяки на Василия Тёмного, прибыв в Новгород.